# ROH Anniversary Show
El ROH Anniversary Show es un evento de lucha profesional, que se celebra anualmente con la empresa Ring of Honor. El evento celebra el aniversario del primer evento realizado por ROH el 23 de febrero de 2002. Coincidiendo con esto, el Show de Aniversario normalmente se lleva a cabo en febrero, aunque ocasionalmente cae en marzo.
Aunque la mayoría de los años han visto una celebración de una noche, en el tercer año se llevaron a cabo tres eventos durante dos fines de semana. El quinto año fue más allá y tuvo cinco eventos en los lugares más populares de ROH, que llevaron a un sexto y último concierto en Liverpool, Inglaterra, durante tres fines de semana.

## Resultados

### 2015
El ROH 13th Anniversary Show tuvo lugar el 1 de marzo de 2015 en The Orleans en Las Vegas, Nevada.
- Matt Sydal derrotó a Cedric Alexander.
  - Sydal cubrió a Alexander después de un «Shooting Star Press».
  - Después de la lucha, Sydal y Alexander se dieron la mano en señal de respeto.
- Moose (con Stokely Hathaway & Veda Scott) derrotó a Mark Briscoe.
  - Moose cubrió a Briscoe después de un «Rolling Spear».
- The Kingdom (Matt Taven & Michael Bennett) derrotaron a Karl Anderson y The Addiction (Christopher Daniels & Frankie Kazarian)
  - Taven cubrió a Anderson después de un «Spike Piledriver».
  - Originalmente, Doc Gallows formaba parte del combate haciendo equipo con Anderson, pero no se pudo presentar debido a problemas con su visa.
- Roderick Strong derrotó a B.J. Whitmer (con Adam Page & Jimmy Jacobs).
  - Strong cubrió a Whitmer después de un «End of Heartache».
- ODB (con Mark Briscoe) derrotó a Maria Kanellis (con Michael Bennett).
  - ODB cubrió a Kanellis después de un «TKO».
  - Durante la lucha, Bennett interfirió a favor de Kanellis y Briscoe a favor de ODB.
- A.J. Styles derrotó a ACH.
  - Styles cubrió a ACH después de un «Styles Clash».
- reDRagon (Bobby Fish & Kyle O'Reilly) (con Shayna Baszler) derrotaron a The Young Bucks (Matt Jackson & Nick Jackson) y retuvieron el Campeonato Mundial en Parejas de ROH.
  - Fish y O'Reilly cubrieron a los Bucks después de un «Chasing The Dragon».
- Jay Lethal (con Truth Martini & J. Diesel) derrotó a Alberto el Patrón y retuvo el Campeonato Mundial de la Televisión de ROH.
  - Lethal cubrió a Alberto después de un «Lethal Injection».
- Jay Briscoe derrotó a Hanson, Michael Elgin y Tommaso Ciampa y retuvo el Campeonato Mundial de ROH.
  - Briscoe cubrió a Ciampa después de un «Jay-Driller».

### 2016
El ROH 14th Anniversary Show tuvo lugar el 26 de febrero de 2016 en el Sam's Town Hotel and Gambling Hall en Sunrise Manor, Nevada.
- Tomohiro Ishii derrotó a Roderick Strong y Bobby Fish y retuvo el Campeonato Mundial Televisivo de ROH.
  - Ishii cubrió a Strong después de un «Vertical Brainbuster».
- B.J. Whitmer derrotó a Adam Page.
  - Whitmer cubrió a Page después de un «Low Blow».
- Hirooki Goto derrotó a Dalton Castle.
  - Goto cubrió a Castle después de un «Shouten Kai».
- Alex Shelley derrotó a Christopher Daniels (con Frankie Kazarian).
  - Shelley cubrió a Daniels con un «Roll-Up».
- Hiroshi Tanahashi & Michael Elgin derrotaron a The Briscoe Brothers (Jay Briscoe & Mark Briscoe).
  - Tanahashi cubrió a Mark después de un «High Fly Flow».
- Kazuchika Okada (con Gedo) derrotó a Moose (con Stokely Hathaway).
  - Okada cubrió a Moose después de un «Rainmaker».
  - Después de la lucha, Moose y Okada se dieron la mano en señal de respeto.
- The Elite (Kenny Omega, Matt Jackson & Nick Jackson) derrotaron a ACH, Kushida & Matt Sydal y retuvieron el Campeonato de Peso Abierto de Seis Hombres NEVER.
  - Omega cubrió a ACH después de un «Firebird Splash».
- War Machine (Hanson & Raymond Rowe) derrotaron a The All Night Express (Rhett Titus & Kenny King) en un No Disqualification Match y retuvieron el Campeonato Mundial en Parejas de ROH.
  - Hanson cubrió a Titus después de un «Fallout».
- Jay Lethal (con Truth Martini & Taeler Hendrix) derrotó a Adam Cole y Kyle O'Reilly y retuvo el Campeonato Mundial de ROH.
  - Lethal cubrió a Cole después de un «Lethal Injection».

### 2017
El ROH 15th Anniversary Show tuvo lugar el 10 de marzo de 2017 en el Sam's Town Hotel and Gambling Hall en Sunrise Manor, Nevada.
- Jay White derrotó a Kenny King (con Caprice Coleman).
  - White cubrió a King con un «Small Package».
- Frankie Kazarian derrotó a Punisher Martinez, Chris Sabin, Hangman Page, Cheeseburger y Silas Young y ganó su oportunidad por el Campeonato Mundial Televisivo de ROH.
  - Kazarian cubrió a Sabin después de un «Ace of Spades».
- Jay Lethal derrotó a Bobby Fish.
  - Lethal cubrió a Fish con un «Small Package».
- The Kingdom (Matt Taven, Vinny Marseglia & TK O'Ryan) derrotaron a Dalton Castle & The Boys y retuvieron el Campeonato Mundial en Parejas de Seis-Hombres de ROH.
  - Taven y Marseglia cubrieron a The Boys después de un «Rockstar Supernova».
- Marty Scurll derrotó a Lio Rush y retuvo el Campeonato Mundial de la Televisión de ROH.
  - Scurll forzó a Rush a rendirse con un «Crossface Chickenwing».
- The Briscoe Brothers (Jay Briscoe & Mark Briscoe) & Bully Ray derrotaron a War Machine (Hanson & Raymond Rowe) & Davey Boy Smith Jr.
  - Ray cubrió a Rowe después de un «3-D».
  - Después de la lucha, los heels se atacaron mutuamente.
- The Hardys (Jeff Hardy & Matt Hardy) derrotaron a The Young Bucks (Matt Jackson & Nick Jackson) y Roppongi Vice (Baretta & Rocky Romero) en un Las Vegas Street Fight y retuvieron el Campeonato Mundial en Parejas de ROH.
  - Jeff cubrió a Baretta después de un «Diving Knee Drop» desde la tercera cuerda.
- Christopher Daniels derrotó a Adam Cole (con Frankie Kazarian) y ganó el Campeonato Mundial de ROH.
  - Daniels cubrió a Cole después de un «Best Moonsault Ever».
  - Durante la lucha, Kazarian interfirió a favor de Cole, sin embargo terminó traicionándolo ayudando a Daniels.

### 2018
El ROH 16th Anniversary Show tuvo lugar el 9 de marzo de 2018 en el Sam's Town Hotel and Gambling Hall en Sunrise Manor, Nevada.
- Sumie Sakai derrotó a Hana Kimura (con Kagetsu) en los octavos de final del torneo por el inaugural Campeonato Femenino del Honor.
  - Sakai cubrió a Kimura después de un «Rolling Neckbreaker».
  - Como resultado, Sakai avanzó a los cuartos de final del torneo.
  - Después de la lucha, Kimura y Kagetsu atacan a Sakai.
- Tenille Dashwood derrotó a Brandi Rhodes en los octavos de final del torneo por el inaugural Campeonato Femenino del Honor.
  - Dashwood cubrió a Rhodes después de un «Spotlight Kick».
  - Como resultado, Dashwood avanzó a los cuartos de final del torneo.
- Hiromu Takahashi derrotó a Flip Gordon.
  - Takahashi cubrió a Gordon después de un «Time Bomb».
- Marty Scurll derrotó a Punishment Martinez.
  - Scurll cubrió a Martinez con un «Roll-Up».
- Kenny King derrotó a Silas Young y retuvo el Campeonato Mundial de la Televisión de ROH.
  - King cubrió a Young después de un «Royal Flush».
  - Después de la lucha, Austin Aries salió a celebrar junto a King.
- SoCal Uncensored (Christopher Daniels, Frankie Kazarian & Scorpio Sky) derrotaron a The Hung Bucks (Hangman Page, Matt Jackson & Nick Jackson) y ganaron el Campeonato Mundial en Parejas de Seis-Hombres de ROH.
  - Kazarian cubrió a Matt después de un «Boston Crab».
- Cody derrotó a Matt Taven.
  - Cody cubrió a Taven después de un «Cross Rhodes».
  - Después de la lucha, Kenny Omega apareció sorpresivamente para atacar a Cody.
- The Briscoe Brothers (Jay Briscoe & Mark Briscoe) derrotaron a The Motor City Machine Guns (Alex Shelley & Chris Sabin) y ganaron el Campeonato Mundial en Parejas de ROH.
  - Jay cubrió a Shelley después de un «Doomsday Device».
- Dalton Castle derrotó Jay Lethal y retuvo el Campeonato Mundial de ROH.
  - Castle cubrió a Lethal después de un «Bang-A-Rang».
  - Después de la lucha, Marty Scurll retó a Castle a una lucha por el Campeonato Mundial de ROH.

### 2019
El ROH 17th Anniversary Show tuvo lugar el 15 de marzo de 2019 en el Sam's Town Hotel and Gambling Hall en Sunrise Manor, Nevada.
- Marty Scurll derrotó a Kenny King.
  - Scurll cubrió a King después de golpearlo con una paraguas.
- Jeff Cobb derrotó a Shane Taylor y retuvo el Campeonato Mundial Televisivo de ROH.
  - Cobb cubrió a Taylor después de un «Tour of the Island».
- Mayu Iwatani (con Sumie Sakai) derrotó a Kelly Klein y retuvo el Campeonato Mundial Femenil del Honor.
  - Iwatani cubrió a Klein con un «Roll-Up».
- El Campeón Mundial de ROH Jay Lethal y Matt Taven terminaron sin resultado.
  - El encuentro resultó en empate cuando superó el tiempo de límite de los 60 minutos reglamentarios.
  - Como resultado, Lethal retuvo el título.
  - Después de la lucha, Marty Scurll apareció para robar el Campeonato Mundial de ROH.
- Rush derrotó a Bandido.
  - Rush cubrió a Bandido después de un «Bullhorn».
  - Después de la lucha, Dalton Castle retó a Rush a un combate en G1 Supercard.
- Villain Enterprises (Brody King & PCO) derrotaron a The Briscoe Brothers (Jay Briscoe & Mark Briscoe) y ganaron el Campeonato Mundial en Parejas de ROH.
  - PCO cubrió a Jay después de un «PCOsault».

### 2021
El ROH 19th Anniversary Show tuvo lugar el 26 de marzo de 2021 en el UMBC Event Center en Baltimore, Maryland, debido a la pandemia de COVID-19. 
- Pre-Show: Brian Johnson derrotó a LSG, Danhausen y Eli Isom.
  - Johnson cubrió a Danhausen después de un «The Process».
- Pre-Show: Shane Taylor Promotions (Shane Taylor, Moses & Kaun) derrotaron a Mexisquad (Bandido, Flamita & Rey Horus) y retuvieron el Campeonato Mundial en Parejas de Seis-Hombres de ROH.
  - Moses y Kaun cubrieron a Flamita después un «Finisher».
- Tracy Williams derrotó a Kenny King y ganó el Campeonato  Mundial Televisivo de ROH.
  - Williams cubrió a King después de un «Piledriver».
  - Originalmente Dragon Lee iba a ser parte del combate, pero fue reemplazado por King debido a una lesión.
- Flip Gordon derrotó a Mark Briscoe.
  - Gordon cubrió a Mark después de un «TKO».
- Dalton Castle derrotó a Josh Woods.
  - Castle cubrió a Woods con un «Roll-Up».
  - Después de la lucha, Silas Young y Castle atacaron a Woods.
- Jay Briscoe derrotó a EC3 en un Grudge Match.
  - Jay cubrió a EC3 después de un «J-Driller».
- Bandido derrotó a Flamita y Rey Horus.
  - Bandido cubrió a Flamita después de un «21-plex».
- Matt Taven y Vincent terminaron sin resultado en un Unsactioned Match.
  - La lucha término sin resultado después de que ambos cayeran en una mesa.
- Jonathan Gresham derrotó a Dak Draper y retuvo el Campeonato Puro de ROH.
  - Gresham cubrió a Draper después de un «Rear Naked Choke».
- The Foundation (Tracy Williams & Rhett Titus) derrotaron a La Facción Ingobernable (La Bestia del Ring & Kenny King) (con Amy Rose) y ganaron el Campeonato Mundial en Parejas de ROH.
  - Titus forzó a rendirse a La Bestia del Ring con un «Full Nelson».
  - Durante la lucha, Rose interfirió a favor de La Facción Ingobernable.
  - Originalmente Dragon Lee iba a ser parte del combate, pero fue reemplazado por La Bestia del Ring debido a una lesión.
- Rush derrotó a Jay Lethal y retuvo el Campeonato Mundial de ROH.
  - Rush cubrió a Lethal después de un «Corner Dropkick».
  - Después de la lucha, La Facción Ingobernable y The Foundation atacaron a Brody King con Tony Deppen y a Chris Dickinson hizo su debut y Homicide hizo su regreso.